# Espitlles
Espitlles és una serra situada al municipi de Santa Margarida i els Monjos a la comarca de l'Alt Penedès, amb una elevació màxima de 266 metres.